# Adam Poszwiński
Adam Poszwiński (ur. 17 grudnia 1881 w Warszawie, zm. najprawdopodobniej w lipcu 1942 w Poznaniu) – polski dziennikarz i polityk chadecki. Członek Chrześcijańsko-Narodowego Stronnictwa Pracy, uczestnik powstania wielkopolskiego, członek Komisariatu Naczelnej Rady Ludowej.

## Wczesne lata
Pomimo urodzenia w Warszawie, dzieciństwo spędził we Włocławku. Uczęszczał do szkół w Poznaniu i Dreźnie, a następnie studiował chemię w Berlinie. Studiował także ekonomię i nauki polityczne na uniwersytetach w Rostocku i Tybindze. Poszwiński zakończył swą edukację w 1907 roku.

## Działalność dziennikarska i polityczna
Od 1906 roku publikował w gazetach takich jak „Orędownik” i „Kurier Poznański”. W następnym roku Poszwiński objął stanowisko redaktora naczelnego w wychodzącej w Poznaniu gazecie „Praca”. W 1908 otrzymał propozycję szefowania inowrocławskiemu „Dziennikowi Kujawskiemu”, którą przyjął. Redaktorem naczelnym tej pozycji był do 1917 roku. W tym czasie był członkiem Towarzystwa Dziennikarzy i Literatów z siedzibą w Poznaniu.
Jako polityk opowiadał się za orientacją chrześcijańsko-demokratyczną. Wszedł w skład Rady Głównej Ligi Narodowej. W 1914 roku uczestniczył w zjeździe LN, który miał miejsce w Wiedniu. Brał udział w wydarzeniach poprzedzających wybuch powstania wielkopolskiego, reprezentując w organach naczelnych organizacji niepodległościowych Kujawy. W latach trwania I wojny światowej stał na czele inowrocławskiego Koła Towarzyskiego. Od 1916 zasiadał w składzie Tajnego Międzypartyjnego Komitetu Obywatelskiego. Następnie był członkiem Komisariatu Naczelnej Rady Ludowej, wraz z m.in. Wojciechem Korfantym i ks. Stanisławem Adamskim.
Reprezentując opisany powyżej organ, 7 maja 1919 roku dokonał uroczystego otwarcia Uniwersytetu Poznańskiego. W okresie międzywojennym zajmował stanowisko podsekretarza stanu w rządzie polskim. Później stał na czele spółki akcyjnej, prowadzącej działalność wydawniczą. Zajmowała się ona wydawaniem takich pozycji jak m.in. „Głos Pomorski”, „Gazeta Pomorska” oraz „Weichsel Post”. W 1927 roku przeniósł się do Poznania, gdzie był redaktorem gazety „Świat Kupiecki”, a później także „Dziennika Poznańskiego” i „Dziennika Bydgoskiego”. W latach 30. napisał kilka wspomnień („Z walk o Uniwersytet w Poznaniu”, „Pamięci księdza Piotra Wawrzyniaka”). Zakończył swą działalność na krótko przed rozpoczęciem II wojny światowej.

## Śmierć
Po zajęciu Polski przez Niemców Poszwiński został aresztowany. Wkrótce jednak został zwolniony. Niemal natychmiast zaczął działalność niepodległościową. Był jednym z członków „Ojczyzny”, a także kierownikiem Wydziału Gospodarki w biurze Delegatury Rządu.
9 września 1941 roku został ponownie zaaresztowany przez gestapo. Przewieziono go do znajdującego się w Poznaniu Fortu VII. Tam przebywał najprawdopodobniej do czerwca 1942 roku. Wielokrotnie przesłuchiwany i torturowany. Dokładna data śmierci Poszwińskiego nie jest znana – przypuszcza się, iż został zamordowany w lipcu 1942 roku. Razem z nim zginęli prawdopodobnie inni członkowie delegatury.
Jedna z ulic w Poznaniu na Jeżycach nosi imię Adama Poszwińskiego.